# Victor Kilian

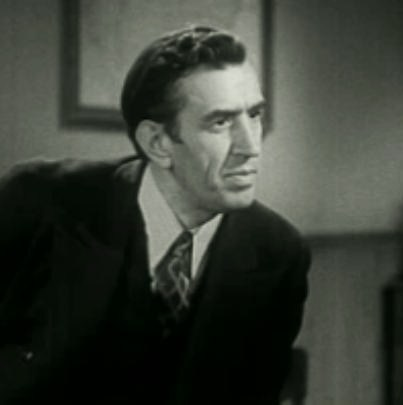
Victor Kilian.

Victor Kilian, född 6 mars 1891 i Jersey City, New Jersey, död 11 mars 1979 i Hollywood, Kalifornien, var en amerikansk skådespelare.
Han debuterade på Broadway 1926. Filmdebuten skedde 1929 och under 1930-talet och 1940-talet medverkade han i biroller i många Hollywoodfilmer.
Under större delen av 1950-talet var han svartlistad i Hollywood av House Un-American Activities Committee efter att ha vägrat svara på frågor rörande kommunistiska infiltratörer i Hollywood. Han återvände under denna tid till teatern. Från 1959 dök han upp igen i småroller i amerikanska TV-serier och var verksam fram till sin död. Kilian avled efter att ha misshandlats av rånare i sitt hem 1979.

## Filmografi, urval
- 1936 – Äventyr i Manhattan
- 1937 – Kamrater i Paris
- 1938 – Han som tänkte med hjärtat
- 1938 – Tom Sawyers äventyr
- 1939 – Endast änglar ha vingar
- 1939 – Huckleberry Finns äventyr
- 1939 – Ringaren i Notre Dame (ej krediterad)
- 1940 – Allt detta och himlen därtill
- 1940 – Frank James hämnd
- 1940 – Tills vi mötas igen...
- 1940 – Dr. Cyclops
- 1942 – Inringad!
- 1942 – Möte vid Ox-oket
- 1944 – Vi mötas i S:t Louis (ej krediterad)
- 1945 – Trollbunden (ej krediterad)
- 1946 – Lev livet livat!
- 1947 – Tyst överenskommelse (ej krediterad)
- 1949 – Norr om Rio Grande (ej krediterad)
- 1950 – Höken och pilen
- 1950 – Ingen väg ut (ej krediterad)
- 1951 – Hej tomtegubbar (ej krediterad)